# Shintarō Saeki
Shintarō Saeki (...) è un giocatore di football americano giapponese che gioca come kicker per i Panasonic Impulse.

## Palmarès
- Rice Bowl (Panasonic Impulse, 2015, 2024)